# František Gregor
František Gregor (* 8. Dezember 1938 in Bratislava; † 10. März 2013) war ein tschechoslowakischer Eishockeyspieler, der 1964 mit der tschechoslowakischen Mannschaft Bronze bei Olympia gewann. Außerdem gewann er bei den Weltmeisterschaften 1961 und 1963 mit der Tschechoslowakei die Silber- bzw. Bronzemedaille.
2004 wurde er in die slowakische Hockey Hall of Fame aufgenommen.

## Erfolge und Auszeichnungen
- 1961 Silbermedaille bei der Weltmeisterschaft
- 1963 Bronzemedaille bei der Weltmeisterschaft
- 1964 Bronzemedaille bei der Olympischen Winterspiele
- 2004 Aufnahme in die slowakische Hockey Hall of Fame